# 桑嶋忠久
桑嶋 忠久（くわしま ただひさ）は、江戸時代の御家人。

## 略歴
宗家の岡本氏が泉騒動で改易された年に桑嶋忠直の子として生まれる。
父と共に徳川綱吉に仕え、天和元年（1681年）12月26日に馬医となり、同3年（1683年）9月3日御馬方並となる。元禄2年（1689年）7月5日に父より家督を譲られる。
享保元年（1716年）12月28日没。享年73。